# Рыбалко, Фёдор Петрович
Фёдор Петрович Рыбалко  (6 января 1935 — 16 июня 1982) — старший чабан госплемовцезавода «Ипатовский», Ипатовский район, Ставропольский край. Герой Социалистического Труда (22.06.1983).

## Биография
Родился 6 января 1935 года в селе Бурукшун Ипатовского района ныне Ставропольского края в многодетной семье потомственных овцеводов.
Его отец в животноводстве работал ещё до Октябрьской революции 1917 года: сначала батрачил у помещиков, а после революции и до 1940-х годов чабановал в Бурукшуне, позже – в посёлке Красочный Ипатовского района. Семья жила бедно и трудно, поэтому Фёдор смог окончить только 3 класса начальной школы. И стал работать вместе с отцом. Посредством труда быстро повзрослел, внимательно следил за тем, как отец относится к поголовью, инвентарю, людям, прикошарному участку, учился у того искусству овцеводства. В 1953—1956 годах служил в Советской Армии, где был награждён медалью «За отвагу».
После увольнения из Вооружённых Сил трудился чабаном госплемовцезавода «Ипатовский» Ипатовского района Ставропольского края. С 1962 года возглавил степняцкий коллектив бригады, которая из года в год добивалась хороших трудовых показателей по настригу шерсти и выходу молодняка овец. По итогам восьмой пятилетки (1966—1970 годы) награждён орденом Трудового Красного Знамени.
Отличных результатов добилась руководимая им бригада в девятой пятилетке (1971—1975 годы). Коллектив досрочно выполнил задание пяти лет и получил к отбивке 4726 ягнят при плане 3995, настриг 297 центнеров шерсти вместо 257. В 1975 году чабанская бригада на каждую сотню маток получила к отбивке по 138 ягнёнку, а с каждой овцы сняла 8,2 килограмма руна.
Указом Президиума Верховного Совета СССР от 10 марта 1976 года за выдающиеся успехи, достигнутые во Всесоюзном социалистическом соревновании, и проявленную трудовую доблесть в выполнении заданий 9-й пятилетки и принятых обязательств по увеличении производства и продажи государству продуктов земледелия и животноводства Рыбалко Фёдору Петровичу присвоено звание Героя Социалистического Труда с вручением ордена Ленина и золотой медали «Серп и Молот».
Являлся ударником коммунистического труда, мастером животноводства 1-го класса, неоднократно являлся победителем социалистического соревнования, участником и победителем ВДНХ СССР.
Умер 16 июня 1982 года в степи, на рабочем месте, от сердечного приступа. пос. Советское Руно Ипатовский район Ставропольский край.

## Награды
- Золотая медаль «Серп и Молот» (10.03.1976)
- Орден Ленина (10.03.1976)
- Орден Трудового Красного Знамени (08.04.1971)
- Медаль «За отвагу»
- Медаль «В ознаменование 100-летия со дня рождения Владимира Ильича Ленина» (6 апреля 1970)
- Медаль «За трудовое отличие»
- Медаль «Ветеран труда»

- медалями ВДНХ СССР:

## Память
- На могиле установлен надгробный памятник.
- На территории п. Советское Руно установлены памятники Героям Социалистического Труда [2].